# John Bevere
John Bevere (ur. 2 czerwca 1959 w Wirginii Zachodniej) – amerykański kaznodzieja zielonoświątkowy pochodzący z Kolorado, teleewangelista, nauczyciel ewangelicznej szkoły biblijnej i pisarz chrześcijański. Wspólnie z żoną Lisą jest założycielem Messenger International.

## Życiorys
Urodził się w Wirginii Zachodniej w rodzinie katolickiej i był ministrantem w miejscowej parafii. Jego ojciec, John Paul Bevere, Sr., zmarł w 2015 w wieku 95 lat. 
W latach 80. i 90. XX wieku Bevere pracował pod kierownictwem kontrowersyjnego, charyzmatycznego kaznodziei Benny’ego Hinna w Orlando na Florydzie jako pastor ds. młodzieży, a następnie jako osobisty asystent Hinna. Pomimo że jego poglądy są bliskie nauczaniu Ruchu Wiary, to sam twierdzi, że istnieje wiele różnic pomiędzy nimi.
John Bevere i jego żona Lisa usługują razem od 1990. W tym samym roku założyli John Bevere Ministries. Organizacja ta rozwinęła się w usługę o zasięgu międzynarodowym. Prowadzą również cotygodniowy program The Messenger (Posłaniec), który jest nadawany w 214 krajów świata. 
Mieszka w Colorado Springs wraz z żoną Lisą, mają czterech synów: Addisona, Austina, Aleca Alexandra i Ardena.

## Krytyka
Beveres twierdzi, że swoje nauczanie całkowicie opiera na Biblii, która wyraźnie objawia wolę Bożą. Czyni to poprzez swoją posługę jako kaznodzieja i wykładowca w wielu kościołach w Stanach Zjednoczonych i na całym świecie, w Internecie i poprzez swoje książki. Z drugiej strony krytycy tacy jak Robin A. Brace zarzucają Bevere legalizm, elementy teologii sukcesu i bliskość ruchu charyzmatycznego. Jest również krytykowany za brak wystarczająco wyraźnego odcięcia się od swojego byłego, kontrowersyjnego szefa, Benny’ego Hinna.

## Publikacje (w tłumaczeniu na język polski)
- John Bevere: Nastawieni na wieczność (Driven by Eternity). Absolutnie Fantastyczne, 2010. ISBN 978-83-89634-42-9. Brak numerów stron w książce
- John Bevere: Diabelska pułapka (The Bait of Satan: Living Free From the Deadly Trap of Offense). Szaron, 2013. ISBN 978-83-63271-08-4. Brak numerów stron w książce
- John Bevere, Addison Bevere: Duch Święty (Holy Spirit). Instytut Wydawniczy „Compassion”, Szczecin, 2015. ISBN 978-83-7978-019-8. Brak numerów stron w książce
- John Bevere: Bojaźń Boża. Szaron, 2015. ISBN 978-83-63271-48-0. Brak numerów stron w książce
- John Bevere: Nieustępliwi (Relenteless). Instytut Wydawniczy „Compassion”, Szczecin, 2015. ISBN 978-83-7978-019-8. Brak numerów stron w książce
- John Bevere: Jak reagować na złe traktowanie. Szaron, 2015. ISBN 978-83-63271-59-6. Brak numerów stron w książce
- John Bevere: Przełamywanie lęku. Absolutnie Fantastycznie, 2015. ISBN 978-83-64675-00-3. Brak numerów stron w książce
- John Bevere: Duch Święty. Wprowadzenie. Szaron, 2016. ISBN 978-83-65553-22-5. Brak numerów stron w książce
- John Bevere: Pod osłoną. Absolutnie Fantastyczne, 2016. ISBN 978-83-64675-16-4. Brak numerów stron w książce
- John Bevere: Przybliż się. Absolutnie Fantastyczne, 2016. ISBN 978-83-64675-21-8. Brak numerów stron w książce
- John Bevere, Lisa Bevere: Droga do Jego obecności. Szaron, 2016. ISBN 978-83-65553-26-3. Brak numerów stron w książce
- Lisa Bevere: Powstająca lwica (Lioness Arising). Szaron, 2016. ISBN 978-83-65553-02-7. Brak numerów stron w książce
- John Bevere: Płonące serce. Absolutnie Fantastycznie, 2016. ISBN 978-83-64675-20-1. Brak numerów stron w książce
- John Bevere: Dobro czy Bóg? (Good or God?). Instytut Wydawniczy „Compassion”, Szczecin, 2017. ISBN 978-83-7978-110-2. Brak numerów stron w książce
- John Bevere, Lisa Bevere: Historia Małżeństwa. Szaron, 2017. ISBN 978-83-65553-19-5. Brak numerów stron w książce
- John Bevere: Zabić Kryptonit. Zniszcz to, co kradnie ci siłę. Szaron, 2018. ISBN 978-83-65553-89-8. Brak numerów stron w książce
- John Bevere: Wrogowi wstęp wzbroniony. Szaron, 2019. ISBN 978-83-65553-55-3. Brak numerów stron w książce
- Lisa Bevere: Dziewczyny z mieczami. Szaron, 2019. ISBN 978-83-65553-23-2. Brak numerów stron w książce